# Pelargoderus trigonalis
Pelargoderus trigonalis är en skalbaggsart som beskrevs av Lucas Friedrich Julius Dominikus von Heyden 1897. Pelargoderus trigonalis ingår i släktet Pelargoderus och familjen långhorningar. Inga underarter finns listade i Catalogue of Life.